# Équipe de France de basket-ball en 1948
L'équipe de France de basket-ball en 1948 dispute les Jeux olympiques de Londres. Il s'agit de sa deuxième participation après les Jeux Olympiques de Berlin en 1936 où elle fut défaite sur ses deux seuls matchs disputés. 
Deuxième de son groupe du premier tour derrière le Mexique, la France s'incline en finale face aux États-Unis et obtient la médaille d'argent.

## Les matches
| Date             | Lieu       | Adversaire | Score         | Compétition          | Meilleur(s) marqueur(s) (France)            |
| ---------------- | ---------- | ---------- | ------------- | -------------------- | ------------------------------------------- |
| 9 janvier 1948   | Paris      | Italie     | D 33-34 a. p. | Amical               | Jacques Perrier (19 points)                 |
| 12 février 1948  | Paris      | Hongrie    | V 52-43       | Amical               | Robert Busnel / Jacques Perrier (17 points) |
| 7 mai 1948       | Madrid     | Espagne    | V 40-34       | Amical               | René Chocat (17 points)                     |
| 13 juin 1948     | Strasbourg | Suisse     | V 35-26       | Amical               | René Derency (10 points)                    |
| 30 juillet 1948  | Londres    | Iran       | V 62-30       | JO                   | René Derency (12 points)                    |
| 31 juillet 1948  | Londres    | Cuba       | V 37-31       | JO                   | Fernand Guillou (9 points)                  |
| 1er août 1948    | Londres    | Mexique    | D 56-42       | JO                   | Yvan Quenin (10 points)                     |
| 3 août 1948      | Londres    | Irlande    | V 73-14       | JO                   | André Even (15 points)                      |
| 9 août 1948      | Londres    | Chili      | V 53-52 a. p. | JO (Quart de finale) | René Chocat (12 points)                     |
| 11 août 1948     | Londres    | Brésil     | V 43-33       | JO (Demi-finale)     | René Derency (16 points)                    |
| 13 août 1948     | Londres    | États-Unis | D 21-65       | JO (Finale)          | Jacques Perrier (6 points)                  |
| 12 novembre 1948 | Paris      | Belgique   | V 38-30       | Amical               | Jacques Perrier (15 points)                 |

D : défaite, V : victoire

## Équipe
- Sélectionneur : Robert Busnel

- Joueurs :
  - André Barrais (Championnet Sports)
  - Michel Bonnevie (Stade français)
  - André Buffière (ASVEL)
  - René Chocat (Union athlétique de Marseille)
  - René Derency (ABC Nantes)
  - Maurice Desaymonet (Championnet Sports)
  - André Even (US Pont-l'Évêque)
  - Maurice Girardot (Championnet Sports)
  - Fernand Guillou (Paris Université Club)
  - Raymond Offner (Stade français)
  - Jacques Perrier (Hirondelles des Coutures)
  - Yvan Quenin (AS Monaco)
  - Lucien Rebuffic (Racing Club de France)
  - Pierre Thiolon (Stade français)